# Élections générales espagnoles d'avril 1872
Les élections générales espagnoles d'avril 1872 sont les élections à Cortès célébrées en Espagne le 3 avril au suffrage universel masculin pour renouveler les 391 députés du Congrès, en plus des 11 correspondant à Porto Rico et Cuba. Il s’agit des deuxièmes élections convoquées au cours du bref règne d’Amédée Ier, en raison de la scission du Parti progressiste en deux forces politiques, le Parti démocrate-radical dirigé par Manuel Ruiz Zorrilla et le Parti constitutionnel mené par Práxedes Mateo Sagasta, qui réunit quelques membres de l’Union libérale du général Serrano.
Les progressistes se présentèrent en coalition avec les libéraux-conservateurs et remportèrent les élections. Les fédéralistes de Pi y Marvall arrivèrent en deuxième position — les fédéralistes intransigeants avaient défendu l’abstention —. Les élections débouchèrent sur la nomination du conservateur Antonio de los Ríos Rosas à la présidence du Congrès et Francisco Santa Cruz Pacheco à celle du Sénat. Sagasta fut nommé chef de l’exécutif, mais le début de la troisième guerre carliste compliqua la tâche du gouvernement et il fut remplacé par le général Serrano le 26 mai, qui démissionna à son tour le 13 juin pour être remplacé par Ruiz Zorrilla, qui face à l’impossibilité de former un gouvernement stable convoqua de nouvelles élections le 24 août 1872.

## Présentation
Les élections générales d’avril 1872 donnèrent une victoire écrasante au constitutionnels — ils obtinrent la majorité absolue, avec une prépondérance des députés unionistes sur les progressistes, ce qui favorisa le leadership du général Serrano face à Sagasta — grâce à quoi le gouvernement exerça son « influence morale » — le constitutionnaliste Andrés Borrego le justifia en affirmant que le gouvernement n’avait d’autre recours que celui d’« opposer à l’audace des oppositions, l’audace des administrations » —, en dépit du fait que le roi avait demandé à Sagasta des élections « propres », à quoi ce dernier répondit que les élections seraient « aussi pures qu’elles peuvent l’être en Espagne ». Républicains et carlistes perdirent des députés, ce qui renforça leurs ailes intransigeantes, qui s’étaient opposé à la participation au scrutin, mais les deux grands vaincus furent les radicales qui n’obtinrent que 42 sièges, soit un nombre même inférieur à celui des républicains — ce qui remit en question le leadership de Ruiz Zorrilla et les amena, eux aussi, à envisager l’abandon de la voie légale pour accéder au gouvernement —. Néanmoins, la somme des radicaux, carlistes, républicains fédéraux et modérés alphonsins n’était pas négligeable, car elle atteignait presque 150 députés. L’abstention fut importante lors de ces élections, à cause de la campagne menée par les républicains « intransigeants » et au désintérêt général. Il y eut des désordres dans les provinces à prépondérance carliste — Pays basque et Navarre — et républicaine fédérale — sur la côte méditerranéenne —.
Ces élections consommèrent la rupture « légale » du Parti progressiste étant donné que de l’alliance du secteur mené par Sagasta avec l’Union libérale du général Serrano surgit un nouveau parti, le Parti constitutionnel, tandis que Ruiz Zorrilla resta à la tête du Parti radical, résultat de l’union de son groupe de progressistes avancés avec les démocrates monarchistes ou « cimbrios (es) » menés par Cristino Martos et Nicolás María Rivero.
Les élections supposèrent une baisse importante de représentation pour les carlistes, qui passèrent de 51 à 38 députés, si bien que les partisans de l'insurrection s’imposèrent aux défenseurs de la voie parlementaire, ce qui les amena à déclarer la troisième guerre carliste le 21 avril suivant[réf. nécessaire].

## Résultats
| ← Élections générales espagnoles, 3 avril 1872 →                                                    |               |                          |
| Parti                                                                                               | Sièges        | Leader                   |
| Coalition conservatrice-constitutionnelle - Libéraux-conservateurs - Parti constitutionnel - Autres | 236 129 82 25 | Práxedes Mateo Sagasta   |
| Parti républicain démocratique fédéral                                                              | 52            | Francisco Pi y Margall   |
| Parti démocrate-radical                                                                             | 42            | Manuel Ruiz Zorrilla     |
| Communion catholico-monarchique                                                                     | 38            | Cándido Nocedal          |
| Parti modéré                                                                                        | 11            | Alejandro Mon y Menéndez |
| Indépendants                                                                                        | 3             |                          |
| Sans étiquettes                                                                                     | 9             |                          |